# Chavornay (Ain)
Chavornay – miejscowość i dawna gmina we Francji, w regionie Owernia-Rodan-Alpy, w departamencie Ain. W 2013 roku populacja ówczesnej gminy Virieu-le-Petit wynosiła 226 mieszkańców.
W dniu 1 stycznia 2019 roku z połączenia czterech ówczesnych gmin – Brénaz, Chavornay, Lochieu oraz Virieu-le-Petit – powstała nowa gmina Arvière-en-Valromey. Siedzibą gminy została miejscowość Virieu-le-Petit.